# Антеро Флорес Араос
Антеро Флорес Араос Еспарса (28 лютого 1942 , Ліма ) (ісп. Ántero Flores-Aráoz) —  перуанський адвокат і політик, який недовго був прем'єр-міністром Перу у листопаді 2020 року.
Започаткував партію Порядок, щоб балотуватися у президенти на виборах 2016 року. 
Посів останнє десяте місце з 0,4% голосів
.

## Біографія
Антеро Флорес Араос народився 19 лютого 1942 року у Лімі, Перу. Він четвертий онук героя незалежності Аргентини та Перу, Франциско Араос де Ламадріда.
Закінчив молодшу та середню школу в Colegio La Salle de Lima. 
Антеро поступив на факультет права Папського католицького університету Перу, але потім перевівся до Університету Сан-Маркос, де закінчив факультет права та здобув звання адвоката.
Працював викладачем в Університеті Ліми та в Університеті Сан Мартін-де-Форрес.

## Політична кар'єра
Балотувався до Конгресу Перу в 1985 році як член Християнської народної партії, але не був обраний. 
В 1990 він знову балотувався до Конгресу Перу від коаліції Fredemo і був обраний. 
В 2004 був обраний президентом Конгресу Республіки Перу
, 
єдиним опозиційним президентом Конгресу при президенті Алехандро Толедо. 
2 грудня 2006 року Антеро обійняв посаду постійного представника Перу при Організації американських держав. 
З грудня 2007 року він також обіймав посаду міністра оборони Перу
.
Флорес Араос обійняв посаду міністра оборони Перу 20 грудня 2007 року, замінивши Алана Вагнера Тісона
, 
що став представником Перу у Міжнародному суді Гааги у справі про морські та сухопутні обмеження з Чилі. 
Флорес Араос відомий як міністр оборони при президенті Алані Гарсія під час різанини в Багуасо в 2009
. 
Після масового вбивства повсталих місцевих жителів, внаслідок якого загинуло тридцять три людини, він пішов у відставку
.
Після відставки Мартіна Віскарри Флорес Араос був призначений прем'єр-міністром Мануелем Меріно 11 листопада 2020 
.
Після того, як Меріно пішов у відставку і був замінений Франсіско Сагасті на посаді президента, Сагасті призначив Віолету Бермудес, юриста, замінивши Флореса Араоса на посаді прем'єр-міністра 18 листопада 2020
.
Уряд Франсіско Сагасті оголосив після відставки Меріно, що генеральний прокурор проведе розслідування, чи Флорес Араос несе відповідальність за можливі порушення прав людини
.